# Eurycoma longifolia
Eurycoma longifolia es una planta con flores en la familia Simaroubaceae , originaria de Indonesia, Malasia y, en menor medida, Tailandia, Vietnam y Laos.

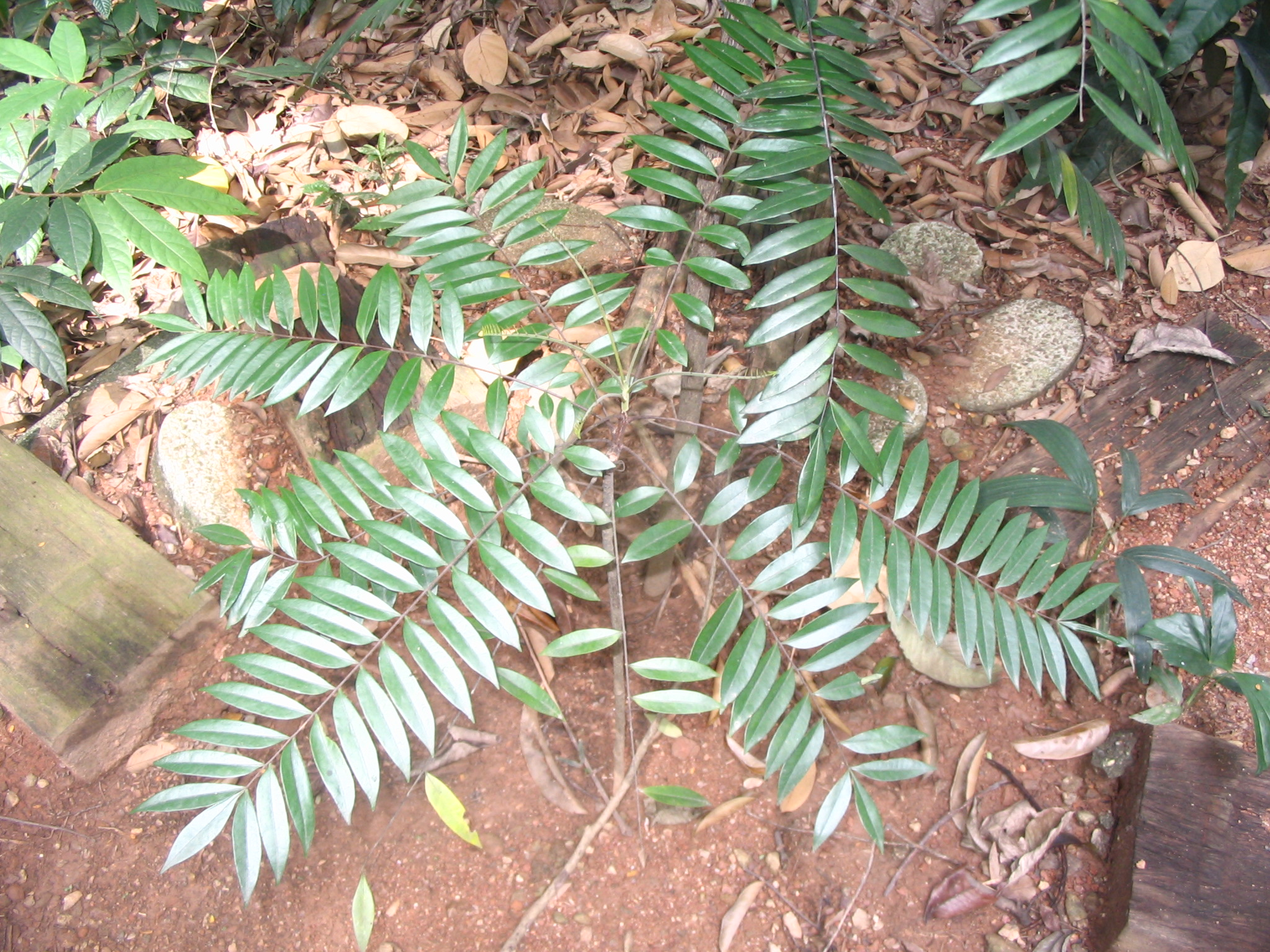
Vista de la planta

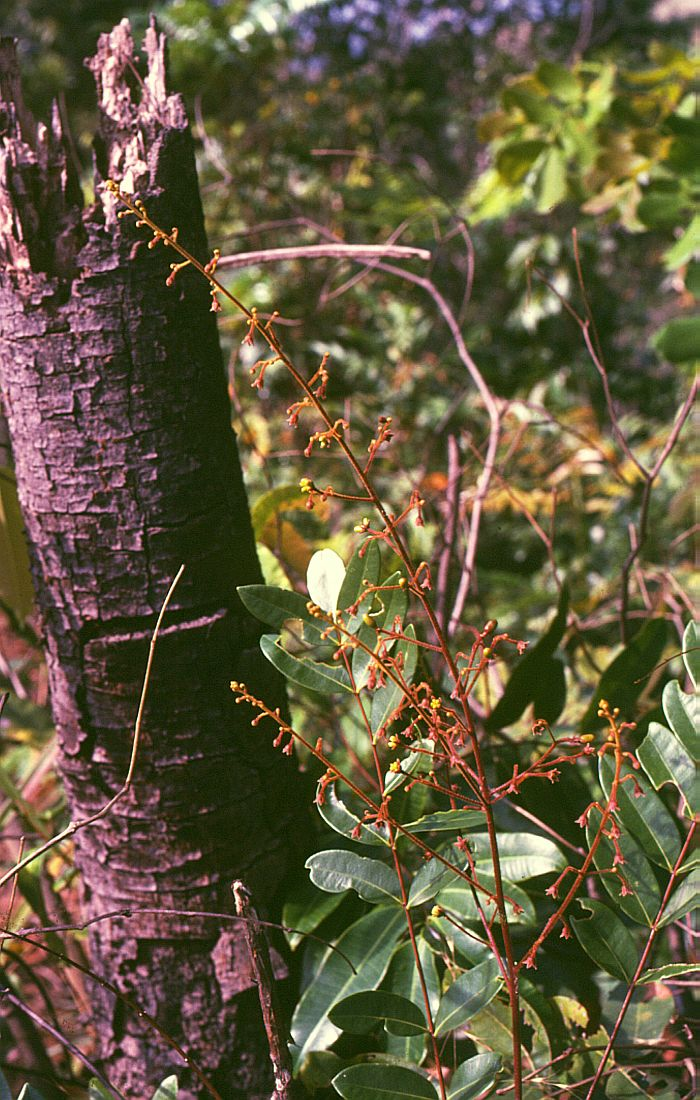
En su hábitat

Esta planta se utiliza en la medicina tradicional de Indonesia, Malasia y Vietnam. En Indonesia y Malasia, la raíz de la planta se hierve en agua y el agua se consume como tónico para la recuperación postparto, como afrodisíaco, y para aliviar los síntomas de fiebre, parásitos intestinales, disentería, diarrea, indigestión e ictericia. En Vietnam, las flores y los frutos de esta planta se utilizan para tratar la disentería, y la raíz para tratar la malaria y la fiebre. 
Esta planta potencia la producción natural de testosterona del cuerpo, una hormona clave que influye en la fertilidad masculina. El consumo de Tongkat Ali puede mejorar la movilidad y el recuento de espermatozoides. Esto es beneficioso para los hombres que tienen problemas de fertilidad.

## Descripción
Eurycoma longifolia es un pequeño árbol de hoja perenne que crece hasta 15 m de alto con las hojas dispuestas en espiral, pinnadas de 20-40 cm de largo con 13-41 foliolos. Las flores son dioicas, con flores masculinas y femeninas en árboles diferentes, donde se producen en grandes panículas, cada flor con 5-6 pequeños pétalos. El fruto es de color verde y en maduración de color rojo oscuro, de 1-2 cm de largo y 0,5-1 cm de ancho.

## Efectos biológicos
En 2010 un estudio de ethnopharmacological inventario de Eurycoma longifolia, declaró: "Las partes de la planta se han utilizado tradicionalmente por sus actividades antipalúdicas, afrodisíacas, antidiabéticas, antibióticas y antipiréticas ..."
En un experimento realizado en ratas macho, se encontró que Eurycoma longifolia aumenta el número de espermatozoides. Los autores también reportaron que el plasma del nivel de testosterona de ratas tratadas con el extracto de Eurycoma longifolia "se incrementó significativamente cuando se compara con la del control de animales infértiles." Otro grupo de científicos ha confirmado que Eurycoma longifolia tiene la capacidad de "invertir los efectos inhibidores del estrógeno en la producción de testosterona y la espermatogénesis".
De acuerdo con WebMD, mientras que la evidencia sugiere que un suplemento específico de Eurycoma longifolia podría tener algún papel en el impulso de la calidad del esperma, no hay suficiente evidencia para puntuar para ningún otro uso que reclama, con tratamientos para la disfunción eréctil, bajo deseo sexual, el cáncer, la malaria y la tuberculosis.

## Productos
En el mercado están distribuidos los productos con diferente relación del extracto E.  longifolia 1:50, 1:100 y 1:200. Sin embargo, los extractos basados sobre este sistema de relaciones, a menudo inducen en error, así que es difícil verificarlos. Las investigaciones científicas de los productos vegetales en general muestran que en muchos casos el contenido de los componentes bioactivos varía según producto.  Existe una opinión que el coeficiente alto de extracción indique a un producto más fuerte, pero el coeficiente más alto de extracción simplemente signifique que ha sido eliminado más del resto que era la parte del material inicial, y que no es la medida de peso real de E.  longifolia. Durante la compra de extracto valdría la pena de prestar atención al parámetro que determina qué cantidad de sustancia vegetal se gastó realmente para obtener una parte del extracto, por ejemplo, 1:20, 1:40, cuanto mayor el valor, tanto más valioso será el extracto.
Otra variante consiste en que los métodos de extracción usen los métodos de estandartización para controlar el contenido bioactivo y la calidad del extracto según marcadores de estandartización. Entre los marcadores de estandartización que se usaron para E.  longifolia, había el euricomanol, la proteína general, el polisacárido general y la glicosaponina que han sido recomendados en el manual técnico desarrollado por el Instituto industrial científico de investigaciones de Malasia (SIRIM).

## Comercialización

### Falsificación y contaminación
Se han registrado varios casos en los que los fabricantes de productos falsamente afirmaron que contenían E. longifolia como ingrediente, así como casos de contaminación de productos de E. longifolia. En 2006, la Administración de Alimentos y Medicamentos de los Estados Unidos (FDA) prohibió siete suplementos dietéticos que, según se afirmaba, contenían E. longifolia como ingrediente principal, pero que además incluían medicamentos recetados e incluso análogos de medicamentos recetados que aún no habían sido probados para la seguridad humana, como el acetildenafilo.

### Conservación y desarrollo sostenible
En Malasia, la exportación de E. longifolia sin procesar está prohibida, y la propia planta está incluida en la lista de especies medicinales prioritarias que necesitan conservación, y la recolección de árboles silvestres está restringida según la Ley 686 de comercio internacional de especies en peligro de extinción. En 2016, Ahmad Shabery Cheek, ministro de Agricultura de Malasia, declaró que esta especie podría desaparecer en veinte años si no se toman medidas urgentes para su cultivo y restauración.

## Comercialización

### Falsificación y contaminación
Se han registrado varios casos en los que los fabricantes de productos falsamente afirmaron que contenían E. longifolia como ingrediente, así como casos de contaminación de productos de E. longifolia. En 2006, la Administración de Alimentos y Medicamentos de los Estados Unidos (FDA) prohibió siete suplementos dietéticos que, según se afirmaba, contenían E. longifolia como ingrediente principal, pero que además incluían medicamentos recetados e incluso análogos de medicamentos recetados que aún no habían sido probados para la seguridad humana, como el acetildenafilo.

### Conservación y desarrollo sostenible
En Malasia, la exportación de E. longifolia sin procesar está prohibida, y la propia planta está incluida en la lista de especies medicinales prioritarias que necesitan conservación, y la recolección de árboles silvestres está restringida según la Ley 686 de comercio internacional de especies en peligro de extinción. En 2016, Ahmad Shabery Cheek, ministro de Agricultura de Malasia, declaró que esta especie podría desaparecer en veinte años si no se toman medidas urgentes para su cultivo y restauración.

## Taxonomía
Eurycoma longifolia fue descrita por William Jack y publicado en Malayan Miscellanies V11.45. 1822.
Sinonimia
- Eurycoma latifolia Ridl.
- Eurycoma longifolia var. cochinchinensis Pierre
- Eurycoma merguensis Planch.
- Eurycoma tavoyana Wall.[22]